# Саноцька Олеся Ярополківна

Олеся Саноцька, 2014 рік. Фото Є. Кравса

Саноцька Олеся Ярополківна (24 лютого 1970 – 24 квітня 2016) — засновниця та керівниця Львівської міської громадської організації "Спільнота взаємодомомоги «Емаус-Оселя».

## Біографія
Олеся Ярополківна Саноцька народилася у Львові у 1970 році. Закінчила Львівський державний коледж декоративного та ужиткового мистецтва ім. Івана Труша. Працювала художником-декоратором, волонтерила у громадській організації «Дорога». Після стажування у польських організаціях, що займаються проблемами залежності і бездомності, почала вивчати соціальну роботу. 
У 2002 році стала співзасновницею Львівської міської громадської організації "Спільнота взаємодопомоги «Емаус-Оселя». 

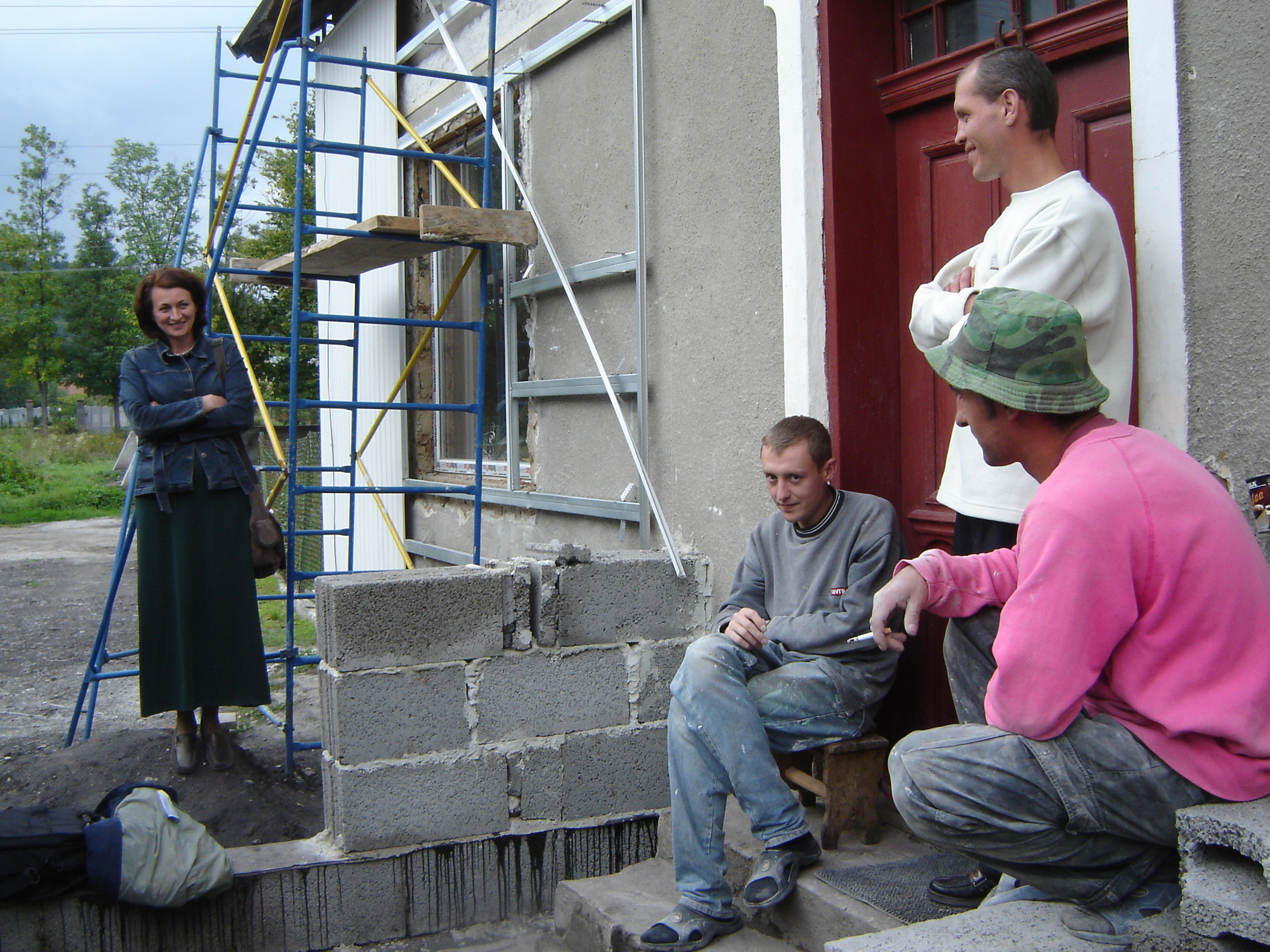
Олеся Саноцька спостерігає за добудовою центру «Оселя» у Винниках, 2006

Олеся була виконавчою директоркою «Емаус-Оселі» впродовж 14 років та збудувала одну із найкращих в Україні організацій, які допомагають бездомним людям. Безліч інноваційних для України проєктів – спільнота життя та праці, соціальне підприємництво, контейнери для одягу, благодійні крамниці, соціальний гуртожиток з'явилися у Львові завдяки її праці.
Померла 24 квітня 2016 року. Справа, започаткована Олесею Саноцькою, триває і далі.

## Вшанування пам'яті
1. Павло Дідула створив документальний фільм "Оселя Надії" – записи спогадів про Олесю Саноцьку [7]
2. Іменем Олесі Саноцької був названий Центр підтримки людей, які втратили дім. Центр був створений ЛМГО "Спільнотою взаємодопомоги "Емаус-Оселя" і відчинився у січні 2023 року. [8]
3. У грудні 2023 року у видавництві "Астролябія" вийшла книга Мар'яни Сохи "Тепер ми стоїмо разом" про історію створення "Оселі" та життя Олесі Саноцької. [9]